# Lista câștigătorilor și nominalizărilor românești la premiul pentru filmul european
Aceasta este o listă a câștigătorilor și nominalizărilor românești la Premiile Academiei Europene de Film. Această listă detaliază performanțele actorilor, actrițelor și a filmelor românești care au câștigat sau au fost nominalizate pentru un premiu european.

## Principalele categorii
| An   | Premiu                                              | Premiat                                                     | Status       | Note                                           |
| ---- | --------------------------------------------------- | ----------------------------------------------------------- | ------------ | ---------------------------------------------- |
| 1988 | Cel mai bun film                                    | Iacob                                                       | Nominalizare |                                                |
| 1993 | Cea mai bună actriță                                | Maia Morgenstern pentru Balanța                             | Câștigat     |                                                |
| 2003 | Cea mai bună actriță                                | Diana Dumbrava pentru Maria                                 | Nominalizare |                                                |
| 2005 | Cel mai bun scenariu                                | Cristi Puiu Răzvan Rădulescu for Moartea domnului Lăzărescu | Nominalizare |                                                |
| 2006 | Premiul publicului pentru cel mai bun film european | Crăciun fericit                                             | Nominalizare | co-producție Franța-Germania-UK-Belgia-România |
| 2006 | Cel mai bun scenariu                                | Corneliu Porumboiu pentru A fost sau n-a fost?              | Nominalizare |                                                |
| 2007 | Cel mai bun film                                    | 4 luni, 3 săptămâni și 2 zile                               | Câștigat     |                                                |
| 2007 | Cea mai bună actriță                                | Anamaria Marinca pentru 4 luni, 3 săptămâni și 2 zile       | Nominalizare |                                                |
| 2007 | Cel mai bun scenariu                                | Cristian Mungiu pentru 4 luni, 3 săptămâni și 2 zile        | Nominalizare |                                                |
| 2007 | Premiul publicului pentru cel mai bun film european | A fost sau n-a fost?                                        | Nominalizare |                                                |
| 2009 | Debut european                                      | Katalin Varga                                               | Câștigat     | co-producție UK-România-Ungaria                |
| 2010 | Debut european                                      | Eu când vreau să fluier, fluier                             | Nominalizare | co-producție România-Germania-Suedia           |
| 2010 | Cel mai bun actor                                   | George Piștereanu for Eu când vreau să fluier, fluier       | Nominalizare | co-producție România-Germania-Suedia           |
| 2010 | Cel mai bun scenariu                                | Radu Mihăileanu for Concertul                               | Nominalizare | francez de origine română                      |
| 2012 | Cel mai bun scenariu                                | Cristian Mungiu pentru După dealuri                         | Nominalizare |                                                |
| 2013 | Cel mai bun co-producător                           | Ada Solomon                                                 | Câștigat     |                                                |
| 2013 | Cea mai bună actriță                                | Luminița Gheorghiu pentru Poziția copilului                 | Nominalizare |                                                |